# 리튬 삼각지대

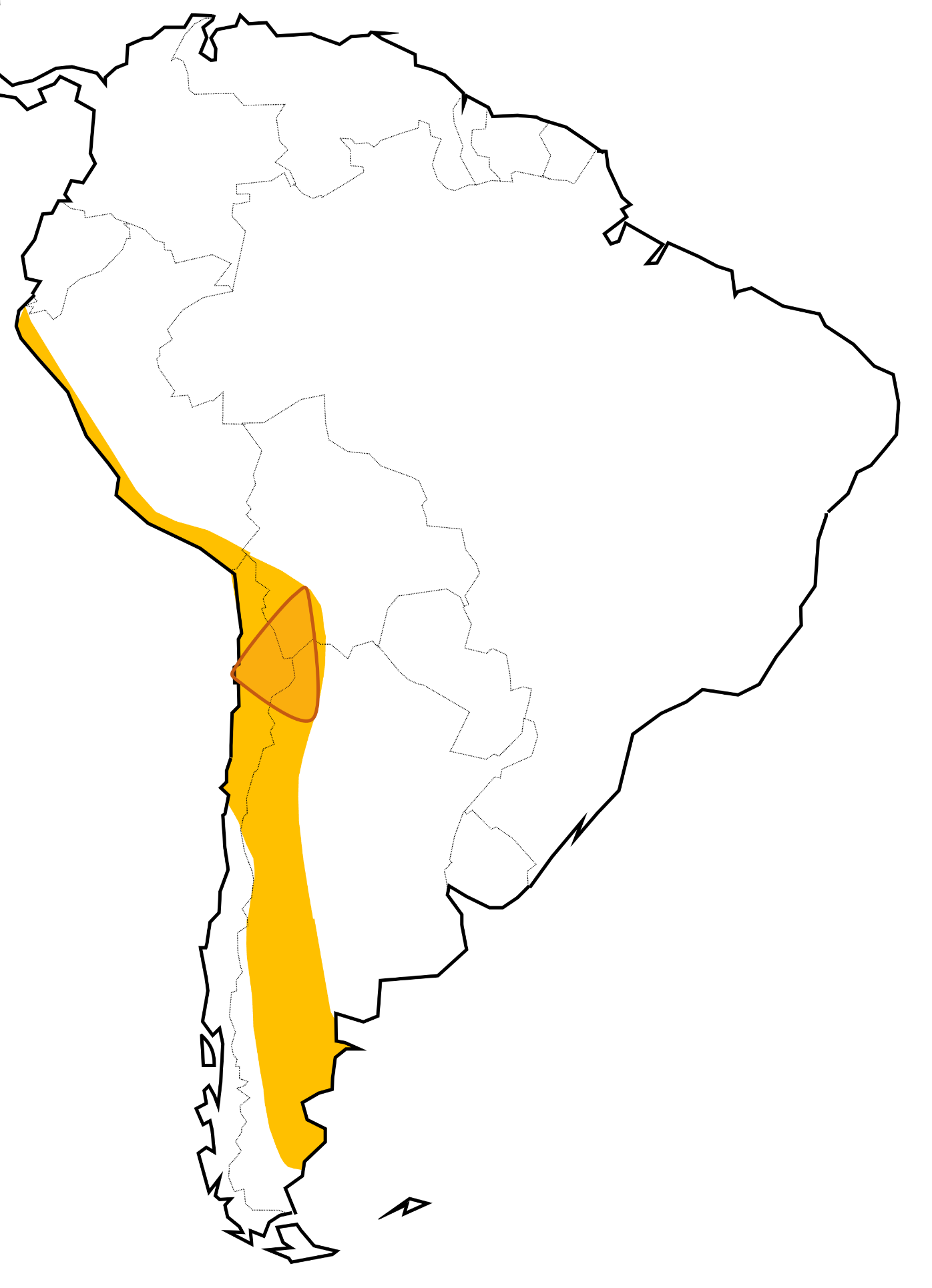
남미 건조 대각선 내의 리튬 삼각지대

리튬 삼각지대(스페인어: Triángulo del Litio)는 아르헨티나, 볼리비아, 칠레 국경에 걸쳐 있는 안데스산맥의 리튬 매장량이 풍부한 지역이다. 삼각지대의 리튬은 아타카마 사막과 인근 건조 지역을 따라 존재하는 다양한 소금 평원에 집중되어 있다. 이 삼각지대를 정의하는 세 가지 주요 소금 평원은 볼리비아의 살라르 데 우유니, 칠레의 아타카마 소금 평원, 아르헨티나의 살라르 델 옴브레 무에르토이다. 이 중 칠레의 아타카마 소금 평원의 중심부는 전 세계 염수원 중 가장 높은 리튬 농도(중량 기준 0.15%)를 가지고 있다.
그러나 소금 평원 리튬 자원에 대한 관심 지역의 형태는 삼각형이 아니라 북쪽의 살라르 데 수리레(남위 19도)에서 시작하여 남쪽의 살라르 데 마리쿤가(남위 27도)로 끝나는 초승달 모양에 더 가깝다. 이 때문에 해당 지역을 리튬 초승달로 개명할 것이 제안되었다.
2017년 현재 이 지역은 전 세계 리튬 매장량의 약 54%를 보유하고 있는 것으로 추정되었지만, 세계에서 가장 크고 품질이 높은 이 매장량은 걸프 국가에 석유가 그랬던 것처럼 주변 국가들을 부유하게 만들 것으로 기대되지 않는다. 예를 들어, 칠레의 총 리튬 광물량은 "사우디아라비아의 3년치 석유 수출량보다 적다."
2020년대 초반의 연간 생산량은 칠레에서 연간 140,000톤, 아르헨티나에서 연간 33,000톤, 볼리비아에서 연간 600톤이었다.

## 배경
현재 글로벌 노스에 위치한 많은 국가들은 지속 가능성 지침을 달성하기 위해 기술 관료적 해결책을 통합하려고 노력하고 있다. 이러한 지침 중 다수에는 리튬이 필수 자원인 해결책, 예를 들어 전기 자동차 및 배터리 저장 시스템으로의 전환이 포함된다. 그러나 대부분의 글로벌 노스 국가에서는 리튬이 리튬 삼각지대만큼 풍부하지 않다. 따라서 지정학의 현대적 권력 관계는 글로벌 노스 국가들이 녹색 추출주의의 개념에 따라 글로벌 사우스의 비용으로 자신들의 필요를 충족시키기 위해 리튬 삼각지대로 자원 개척지를 확장할 수 있도록 했다. 리튬 삼각지대에서 발생하는 이러한 녹색 추출주의 관행은 환경과 지역 주민들의 사회경제적/사회문화적 생계에 심각한 영향을 미친다.
디 이코노미스트에 따르면, 2022년 11월 현재 아르헨티나는 총 40개로 가장 많은 리튬 추출 프로젝트가 진행 중인 국가였다. 한 추정에 따르면 아르헨티나는 2027년까지 칠레를 제치고 두 번째로 큰 리튬 생산국이 될 수 있다. 마찬가지로, 2021년 6%를 생산했던 아르헨티나가 2030년까지 세계 리튬의 16%를 생산할 것이라고 예측하는 추정치도 있다. 칠레에 비해 낮은 로열티가 디 이코노미스트에 의해 특별한 장점으로 언급된다.
2018년 12월 볼리비아는 리튬 추출을 위해 독일 기업 ACISA와 계약을 체결했다. ACISA와의 협력은 2022년 6월 현재 중단된 것으로 간주되며, 볼리비아는 캐나다, 중국, 미국 기업들과 더 큰 리튬 프로젝트를 협상 중이다. 2020년대 초부터 볼리비아 정부는 석유 수출국 기구와 유사한 조직을 포함하여 이 지역 국가들이 리튬의 국제 무역에 영향을 미칠 수 있도록 조직화할 것을 주장해 왔다.
2023년 현재 칠레에서 추출되는 모든 리튬은 아타카마 소금 평원에서 나온다. 현재 칠레에서 운영 중인 두 리튬 추출 회사인 SQM과 알베마를은 각각 2030년과 2043년까지 리튬 추출 면허를 가지고 있다. 2023년 4월 칠레 정부는 리튬 산업 국유화 계획을 발표했다. 이 발표는 주로 SQM과 알베마를 회사에 영향을 미친다. 이에 대해 산티아고 증권거래소에서 SQM의 주식은 당일 15% 하락했는데, 이는 2022년 9월 20일 이후 가장 큰 일일 하락폭이었다. 정부의 결정은 알베마를의 면허 만료 전에 협상할 시간이 훨씬 더 많았다는 점을 고려할 때 SQM보다 알베마를에 미치는 영향이 적을 것으로 생각되었다. 국영 구리 회사인 코델코는 정부로부터 SQM과의 국유화 협상을 위임받았다.
아타카마 소금 평원 분지의 원주민인 리칸 안타이는 리튬 추출에 반대하고 리튬 회사와 공유 이익을 협상한 역사를 가지고 있다. 협상은 칠레가 2008년에 서명한 원주민 및 부족민 협약, 1989의 틀 내에서 이루어진다. "원주민 단체와 리튬 회사 간의 합의는 지역 사회 발전을 위한 상당한 경제적 자원을 가져왔지만, 또한 지역에서 광업 산업의 사회적 통제 능력을 확대했다"고 주장된다.
이러한 통제는 전 세계적인 기후변화에 비추어 지속 가능한 미래를 향한 전 세계적 경쟁에서 뿌리내린 지배적인 담론에 기인한다. 리튬이 이러한 전환을 촉진하는 핵심 전략 자원이 되면서, 많은 국가들이 가능한 한 많이 확보하기 위해 서두르고 있다. 이러한 광산 운영에 대한 어떠한 형태의 시위도 기후변화에 대한 반대로 간주되어 기후변화에 맞서 싸우는 전 세계적 의제를 방해하는 것으로 여겨진다. 이러한 담론은 반대하는 원주민들의 목소리를 주변화하여 거의 무력하게 만들었다.

## 같이 보기
- Lithium Valley
- Lithium § Production
- 볼리비아의 리튬 채굴

## 내용주
1. ↑  아타카마 소금 평원 염수에서 리튬 농도가 높은 원인은 여러 가설이 존재하며 아직 명확하지 않다.[3] 높은 지온 변화도와 수문학적 분지의 고도 차이가 암석과 광물에서 리튬의 용탈을 증가시키는 것으로 제안되었다.[3] 아타카마 소금 평원 동쪽의 화산들이 유입되는 시냇물을 염분으로 오염시키는 역할을 할 수도 있다.[4] 아타카마 소금 평원으로 유입되는 일부 리튬이 풍부한 물은 이전에 고지대 염호에서 농축되었을 것으로 추정된다.[3] 소금 평원 염수에서 리튬의 추가 농축 및 보존에 중요한 요소는 이 지역의 극심한 건조함 및 높은 태양 복사와 관련된 높은 증발산이다.[3]

## Bibliography
- Dube, Ryan (2022). 《The Place With the Most Lithium Is Blowing the Electric-Car Revolution》 [El sitio con más litio está perdiéndose la revolución de los carros eléctricos]. 《월스트리트 저널》 (영어). CCLXXX. ISSN 1042-9840. 2022년 8월 11일에 확인함.
- Quinn, Jack (2024). 《El litio: ¿esperanza o espejismo para América Latina?》. 《엘 티엠포 (콜롬비아)》 (스페인어). ISSN 0121-9987. 2024년 2월 19일에 확인함.